# 文化的特異点
文化的特異点（ぶんかてきとくいてん／英語：Cultural Singularity）は、「偶発的な出来事や、それ以前にはいなかったタイプの人物による革新的な（革命的な）行動や思想の表明などにより、その後の文化を一変させた事象」を指すための用語で、「技術的特異点（シンギュラリティ）」から派生した用語であり、2010年代以降アメリカで社会文化的進化を論じる際に用いられるようになった、文化人類学・人文科学等の分野における用語である。学術的には従来（そして現在でも）、新たな特徴を備えた人物による革新的な思想の表明や行動があらわれたことを、そうした特異なことが起きた時代であること、「転換点となった時代（回転の軸となった時代）」であるということに焦点を当てつつ「枢軸時代 Axial Age」と呼んでおりその用語が強く定着しているわけだが、それに加え、従来「eventイベント」「eposエポス」「impactインパクト」などといった（漠とした）語で呼ぶことが一般的であった「歴史的転換点（Historical turning point）」までも含めて、新たな用語や切り口でとらえなおし表現しなおしたものである。

## 例
人類史においては、原始の「火の利用」や「言語の使用」、先史時代の「農耕・牧畜の開始」や「土器の製作」、古代では「文字の発明」や「（中国での）紙の発明」などが文化的特異点の典型例といえる。
また、ゾロアスター、イエス・キリスト（イエスという人物）、アウグスティヌス、ルターらが宗教分野から、孔子や毛沢東などは思想分野から、ピタゴラスやガリレオ・ガリレイは自然科学分野から、文化的特異点をもたらした人物とされる。
20世紀のテレビやインターネットの登場は、技術史と大衆文化にとって大きな文化的特異点となった。

## 文化の突然変異
上記のような事例をこれまでは二重相続理論に基づき、歴史学的範疇として「文化の突然変異（cultural mutation）」や「文化の突発的進化（unexpected evolutional culture）」「文化の爆発的展開（drastic culturation）」などと形容していた。
歴史学者のウィリアム・ハーディー・マクニールは、「文化的進化が生物学的進化の先に立った時、本来の厳密な意味での歴史が始まる」として、現代人に更なる進化（非物質的な）を促した。
社会学者のリア・グリーンフィールドは著書『Mind, Modernity, Madness』の中で、「My claim is that culture, like life, is also an emergent empirical phenomenon, that it is the third layer added historically on top of the material foundation, studied by physics, and the organic layer, studied by biology. Like life, culture is an autonomous reality with causal laws specific to it, but logically consistent with biological and physical laws; like life, too, it is a result of a highly improbable accident, which cannot be explained, and for this reason, the science of culture, like biology, should not be preoccupied with the origins of culture, but, instead, should focus on its forms.（文化は生命と同様に創発する経験的現象であり、歴史的には物理学の対象である物質的土台と、生物学の対象である有機の層の上に、第三の層を加わえているというのが私の考えである。生命と同様に文化もそれに特化した因果法則を含む自立的な現実であるが、生物学的法則や物理法則に論理的に一致している。また生命と同様に、説明がつかない有り得ない出来事の結果、その理由から生物学と同様に文化研究は文化の起源に占有されるべきではなく、その形式に注目すべきである。）」と、文化の突然変異を唱えている。

## 文化政策
2016年アメリカ合衆国大統領選挙における共和党のドナルド・トランプ候補による不法移民やイスラム教徒に対しアイデンティティを否定する文化的不寛容がアメリカ合衆国大統領就任後に文化政策として実現した暁には文化浄化や文化戦争を招く文化的特異点になるとする論評がある。

## 文化経済
現代アメリカでは、文化的特異点を文化経済学・市場の中に見出している。これはアメリカの大衆文化や創造産業がグローバルスタンダードであり、常に新しい文化はアメリカが生み出して発信するという自負心を証明する政治的手法と化している（その論法の多くは民間に委ねる形で行われ政治臭を消している）。代表的な主張として、映画や音楽を取り上げたマーケティングリサーチャーのリック・リーブリングによるレポート「The Cultural Singularity Paradox」があり、国際連合教育科学文化機関（UNESCO）が推進する創造都市ネットワークの映画・音楽部門の登録を目指すアメリカ諸都市で引用参照されている。

## 未来学
「文化の突然変異」が歴史上の過去の出来事を顕彰するための言葉であったのに対し、文化的特異点はユニバーサルダーウィニズムの影響をうけつつ、未来を展望する意味合いも込められている。
直近では、2035年にインターネットがデータ転送量の増大より対応できなくなり破綻するというイギリスの王立協会の予測により、インターネットに依存する現代の社会システムが瓦解し、文化的特異点が生じるのではないかと目されている。
さらにいささかSF的になるが、人間と、人間を超越した思考能力を持つ人工知能が融合する可能性を示唆する「2045年問題」に直面した際にこそ新たな文化的特異点が生じるのではないかとされ、実際に脳にICチップを埋め込むヒューマン・ブレイン・プロジェクトやブレイン・イニシアチブが始動したことで現実味を帯びてきている。そしてさらにその先にあるトランスヒューマニズム（ポストヒューマン）、そして人間が体を捨て意識だけの世界（五次元）へと移行する時、人間性と宗教観が果たす役割が最後の文化的特異点になると未来学の研究者は考えている（精神的・心理的相対性理論）。科学技術の発展とともに文化的特異点の発生は加速度的に増え、これは収穫加速の法則とも相関する。
ユヴァル・ノア・ハラリの『ホモ・デウス テクノロジーとサピエンスの未来』（英語版上巻）では、「遺伝子工学や再生医療やナノテクノロジーによって不死が現実的になりつつある現在は文化的価値観においてCultural Singularityの最中にある」という主旨の文脈があるが、日本語訳版では「文化的特異点」という直訳は見られない。

## 文化遺産における特異点
世界遺産（特に文化遺産）の安定した発展のためにユネスコは常に新しい分野の取り込みとそれを評価するための解釈や概念を構築しており、従来の価値観から大きく踏み出した試みについて「文化遺産（の登録審査）における特異点(Singularity in cultural heritage)」と表現することがある。
1. 2012年、スイス・イタリア・ドイツ・フランス・オーストリア・スロベニアに跨るアルプス山脈周辺の先史時代の杭上住居群が世界遺産に登録された際、歴史観や考古調査方法が異なり調査時期に半世紀以上の時差がある複数の国によるトランスバウンダリー申請で、先史時代にアルプス山脈を越えることは不可能と考えられているものの、杭上住居はアルプスを挟んだ南北両裾に点在し、北と南では石器の仕様や土器の意匠が異なり、出土人骨の鑑定から別種民族であった可能性が高く、文化循環の形跡も見当たらないことから、「北と南では互いに存在の認識はなかった」と結論付けられていたため、なぜ共通する住居様式が成立したのか統一性・一貫性ある説明が必要となり、「存在の概念がない世界」という手法を採用し理論展開した[9]。歴史学に、心理学や行動科学を用いて推測する作業仮説による検証法（弁証法）・思考実験で挑んだ取り組みによる世界遺産推薦をユネスコは「文化遺産における特異点」と評価した。
2. 2018年、長崎と天草地方の潜伏キリシタン関連遺産が登録された際、当初の教会建築での推薦が不可とされ、潜伏キリシタンが切り拓いた集落景観を主体とすることになったが、そこにある家屋の多くが戦後に建てられた新しい建築物であるため評価しにくかった。そこで「special cultural or physical significance（特別な文化的または物理的重要性）」という新たな価値観が提唱された。物理的とは無形の時間（の流れ・経過）や空間を有形具現化しているものを指し、その実例として長期間信仰心を継承した潜伏キリシタンという世界にも例がない特別な存在が残した集落の意義が認められた。この新解釈をユネスコは「文化遺産における特異点」と評価した[10]。
3. 2019年、イギリスのジョドレルバンク天文台が登録された際、1957年に建てられた新しい宇宙観測施設を世界遺産とする決断をユネスコは「文化遺産における特異点」と評価した[11]。